# Амазон ямайський
Амазон ямайський (Amazona agilis) — птах родини папугові.

## Зовнішній вигляд
Довжина тіла 25 см; вага 350 г. Оперення зелене, низ жовто-зелений, потиличне пір'я з чорною облямівкою, вушки у багатьох чорні. Першорядні махові — синьо-фіолетові, малі криючі крила — червоні; другорядні махові — сині. Дзьоб темно-сірий, світліший у заснування. Ділянки навколо очей і лапи — сірі. Самка дрібніша, малі криючі крила більше зелені.

## Розповсюдження
Живе на Ямайці.

## Спосіб життя
Населяють вологі тропічні сельви на висоті 600—1500 м над рівнем моря. Живуть невеликими групами, як правило, до 5 птахів. Однак нерідко трапляються зграї, чисельністю до 30 птахів. Живляться плодами, насінням і горіхами.

## Розмноження
Шлюбний період починається на початку січня. У кладці 2—3, рідко 4, яйця. Насиживание триває приблизно 26 днів. Пташенят годують обоє батька. Приблизно через 8 тижнів молоді залишають гніздо, а повністю самостійними вони стають ще через 4 тижні.

## Загрози й охорона
Перебуває під загрозою зникнення.